# Philippa Marrack

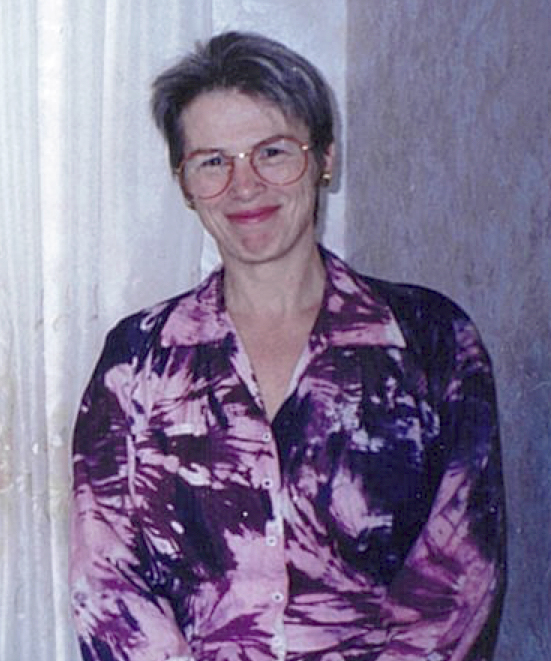
Philippa Marrack, 1992

Philippa Charlotte Marrack (* 28. Juni 1945 in Ewell, Surrey, England) ist eine britisch-US-amerikanische Biochemikerin und Immunologin. Sie ist Professorin an der University of Colorado in Denver, Colorado.

## Leben
Philippa Marrack erwarb an der University of Cambridge einen Bachelor und einen Master (1967) in Biochemie und einen Ph.D. in Biologie („Biological sciences“, 1970). Als Postdoktorandin arbeitete sie 1970/1971 am MRC-Labor für Molekulare Biologie in Cambridge und von 1971 bis 1973 bei Richard Dutton an der University of California, San Diego in La Jolla, Kalifornien.
1974 übernahm sie eine Stelle als Forschungsassistentin in der Abteilung für Mikrobiologie an der University of Rochester in Rochester, New York. Dort erhielt sie auch eine erste Juniorprofessur (Assistant Professor 1975, Associate Professor 1979). Ab 1976 forschte sie für die American Heart Association, ab 1979 – zum Teil in führender Position – für die National Jewish Health, eine führende Einrichtung der immunologischen und allergologischen Forschung mit Sitz in Denver, Colorado.
1980 wurde Marrack Associate Professor in der Abteilung für Biophysik, Biochemie und Genetik an der University of Colorado in Denver. Fünf Jahre später erhielt sie eine ordentliche Professur, die sie noch heute (Stand 2011) innehat.
Philippa Marrack ist eine Nichte des Immunologen John Marrack. Sie war in erster Ehe mit dem Biochemiker Tony Hunter verheiratet. Zahlreiche Arbeiten hat sie mit ihrem späteren Ehemann John W. Kappler veröffentlicht.

## Wirken
Philippa Marrack hat gemeinsam mit ihrem Ehemann, dem Immunologen John W. Kappler, wichtige Erkenntnisse über die molekularen Grundlagen der Erkennung von Antigenen durch T-Zellen beigetragen. So konnten sie unter anderem zeigen, dass der T-Zell-Rezeptor aus zwei Untereinheiten besteht und sowohl MHC-Moleküle als auch Antigene erkennt. Sie beschrieben außerdem den T-Zell-Rezeptor und den zeitlichen Rahmen, in dem sein Gen-Rearrangement stattfindet, und konnten die Elimination von T-Zell-Klonen als zentralen Mechanismus der Selbsttoleranz identifizieren. Diese Erkenntnisse sind grundlegend für das Verständnis von Autoimmunkrankheiten, Allergien, Transplantatabstoßung und Impfungen. Darüber hinaus entdeckte Marrack die Superantigene, die besonders heftige Reaktionen des Immunsystems auslösen können.
Marrack ist in den wissenschaftlichen Beiräten zahlreicher Fachgesellschaften und -zeitschriften vertreten. In den Jahren 2000/2001 fungierte sie als Präsidentin der American Association of Immunologists. Seit 2019 zählt sie der Medienkonzern Clarivate zu den Favoriten auf einen Nobelpreis (Clarivate Citation Laureates).

## Auszeichnungen (Auswahl)
- 1989 Mitgliedschaft in der National Academy of Sciences
- 1990 Wellcome Prize der Royal Society[2]
- 1991 Mitgliedschaft (Fellow) in der American Academy of Arts and Sciences[3]
- 1993 Paul-Ehrlich-und-Ludwig-Darmstaedter-Preis[4]
- 1993 William B. Coley Award[5]
- 1994 Louisa-Gross-Horwitz-Preis[6]
- 1996 Dickson Prize in Medicine[7]
- 1997 Mitgliedschaft in der Royal Society[8]
- 1999 Howard Taylor Ricketts Award
- 2000 Mitgliedschaft (Member) in der American Academy of Arts and Sciences
- 2004 UNESCO-L’Oréal-Preis „For Women in Science“[9]
- 2005 Pearl Meister Greengard Prize
- 2006 Avery-Landsteiner-Preis[10]
- 2015 Wolf-Preis für Medizin